# Шевченка (Романівська селищна громада)
Шевче́нка (до 05.08.1960 року Слобода Шевченка) — село в Україні, у Романівській селищній громаді Житомирського району Житомирської області.
с. Шевченка (Шевченка-Бужаки, Слобода Шевченка), на обліку з 1923 як слоб. Булдичівської с-р Миропільського р-ну. 
Після 1923 знаходилось в підпорядкуванні Камінської (17.01.77) та Булдичівськоï (14.11.91) с-р Романівського (28.09.25; 09.07.03), Дзержинського (23.07.27; 1944), Миропільського (1941) р-нів.
Населення становить 78 осіб.

## Географія
Селом протікає річка Руда.
Понад селом пролягає автошлях Т 2309.